# Prah
Prah je masa vrlo sitnih čestica sipke krutine. Prah može nastati prirodnim (skupina čestica od nastanka je vrlo sitna, poput cvjetnog praha) ili umjetnim putem (drobljenje, mrvljenje). 
Prah se uzima kao disperzni dvofazni sustav čije su faze disperzna (krute čestice) i kontinuirana (plina tj. zraka). Za u potpunosti opisati praškasta tvoriva sve ovisi o pojedinačnim osobinama pojedinačne čestice, osobinama zajednice čestica te međudjelovanju između tih zajednica i fluida. Prahovi i krute čestice imaju specifičan protok i čvrstoću. Prahovi nisu klasična krutina, odnosno nisu krutina u pravom smislu, niti tekućina premda imaju sličnosti. Mehanika ponašanje je kao kod Newtonovih fluida, čemu najviše pridonosi njihova nehomogena priroda. Kod svih materijala krute čestice su široka raspona različitih veličina i oblika s međuprostorima ispunjenim zrakom ili nekim drugim plinom. Za doći do mehaničkih svojstava nije puko zbrajanje sila koje vladaju među česticama, glede broja čestica koji varira (u nekom uzorku imamanje od 100 a u drugom čak nekoliko milijuna čestica). Za olakšati objašnjenje karakterizacije prahova mogu se koristiti neki koncepti mehanike interpretirani nešto drugačije s nekim novim specifičnim osobinama za prah. Karakteristike protoka prahova područje su o kojem se vrlo malo zna, posebice prehrambenih prahova. Razlog su velike smetnje koej imaju u protoku, a potječu od odnosne vlažnosti materijala, raznolike veličine čestica jer to je izuzetno sitni materijal te tlaka zbog zbitosti samih čestica. Prahovi su većinom nehomogeni i anizotropni. Teško ih je svrstati u neke poznate kategorije. Zato je prahove najbolje smatrati za materijale s promjenljivom gustoćom. U uskoj su svezi primarne i sekundarne osobine prahova: primarne - oblik i zbijenost čestica zajedno s viskozitetom i gustoćom zajedno s koncentracijom i stupnjem raspršenosti te sekundarne osobine - brzina čestica, stupanj rehidratacije praha, otpor kolač itd. Odnos primarnih i sekudarnih osobina složen je, upravljaju jedni drugima i jedno se u pravilu objašnjava pomoću drugoga.
Tri su vrste čestica kod prahova: primarni prahovi, agregati i aglomerati. Primarni su kristalne ili organske strukture međusobno povezane molekularnim vezama. Agregati su primarne čestice čvrsto povezane na dodirnim mjestima atomskim ili molekularnim vezama i razdvaja ih se jakom silom. Aglomerati su primarne čestice međusobno povezane Van der Waalsovim silama. Osobine jako variraju pa je nemoguće postaviti opća pravila raspršavanja prahova. Krte se čestice lome i kod nježna rukovanja pa se mijenja granulometrijski sastav smjese. Neke su čestice topive u vodi zbog čega se jednostavnim i točnim metodama teško može analizirati. Zbog mnoštva aglomerat u nekim prahovima dolazi u središte pitanje čvrstoće pa se pri analizi mora paziti što se zapravo određuje. Elektrostatski naboj također otežava određivanje i analize, jer trenjem neke čestice akumuliraju elektkrostatski naboj zbog čega stvaraju aglomerate što mijenja granulometrijsku sliku praha. Magnetski naboj je osobina nekih čestica koje mogu na sebe navući magnetski naboj pa ga se mora ukloniti prije analiziranja. Prahove se definira kao pojedinačnu česticu i kao smjesu, ali nemoguće je predvidjeti ponašanje smjese iz ponašanja čestica. Fizičke i kemijske osobine praha (veličina čestica, distribucija veličina čestica, oblik čestica,površina i tekstura čestica, vlaga) dosta utječu na značajke tečenja tog materijala. Pouzdano se može reći da na to negativno utječe prisutnost kohezivnih ili elektrostatskih sila odnosno njihovi uzročnici. Lošije je tečenje materijala što su dimenzije čestica manje, razdioba veličine čestica i vlaga veća, oblik i površina čestica nepravilniji te izdržljivost i čvrstoća čestica manji.
Kod prehrambenih proizvoda po definiciji Europske komisije, prah su obrađene čestice krutih prehrambenih proizvoda poput obranog mlijeka u prahu, mlijeka u prahu, brašna ili šećera u prahu. Tu tvar čine krute čestice koje su mljevene, u prahu ili na neki drugi način fino raspršene. Prehrambeni dodatci mogu biti u obliku praha, ampula, bombona, dražeja, emulzija, gelova, granulata, kapsula, otopina, sokova, sirupa, tableta, želea, paste, pločica.
Prah je općenita oznaka za razne proizvode u obliku praha (za razliku od pilula, tekućina, zrna itd.).
Tehnologija prahova je studija koja proučava materijale dispergirane unutar kontinuiranog fluida.